# 美国植物园
美国植物园（United States Botanic Garden）位于美国华盛顿特区国会大厦附近，由美国国会于1820年建立的，是美国最古老的连续运营的植物园。园区由国会监管，管理者是国会建筑师。它分为三个部分：温室、室外花园、巴托尔迪喷泉和公园。温室内设有多个房间，模拟不同的植物栖息地，包括珍稀和濒危植物、药用植物、沙漠植物和热带雨林植物等。美国植物园向游客展示植物的重要性、基本价值和多样性，以及它们的美学、文化、经济、治疗和生态意义。每年有超过一百万的游客，致力于展示和促进可持续的实践。